# Cantó de Tonnay-Boutonne
El cantó de Tonnay-Boutonne és un cantó francès del departament del Charente Marítim, al districte de Saint-Jean-d'Angély. Té 11 municipis i el cap és Tonnay-Boutonne.

## Municipis
- Annezay
- Chantemerle-sur-la-Soie
- Chervettes
- Nachamps
- Puy-du-Lac
- Puyrolland
- Saint-Crépin
- Saint-Laurent-de-la-Barrière
- Saint-Loup
- Tonnay-Boutonne
- Torxé

| Data d'elecció                           | Identitat         | Partit                     | Qualitat |
| ---------------------------------------- | ----------------- | -------------------------- | -------- |
| 1945-1959                                | Théophile Longuet | radical                    |          |
| 1959-1985                                | Stéphane Bonduel  | radical, després MRG       |          |
| 1985-                                    | Bernard Rochet    | UDF, després divers droite |          |
| les dades anteriors no són pas conegudes |                   |                            |          |
|                                          |                   |                            |          |

| A partir de 1990: Població sense dobles comptes |